# Verbandsgemeinde Langenlonsheim
La comunità amministrativa di Langenlonsheim (Verbandsgemeinde Langenlonsheim) era una comunità amministrativa della Renania-Palatinato, in Germania.
Faceva parte del circondario di Bad Kreuznach.
A partire dal 1º gennaio 2020 è stata unita alla comunità amministrativa di Stromberg per costituire la nuova comunità amministrativa Langenlonsheim-Stromberg.

## Suddivisione
Comprendeva 7 comuni:
1. Bretzenheim
2. Dorsheim
3. Guldental
4. Langenlonsheim
5. Laubenheim
6. Rümmelsheim
7. Windesheim

Il capoluogo era Langenlonsheim.